# قلعه حسن‌آباد سنندج

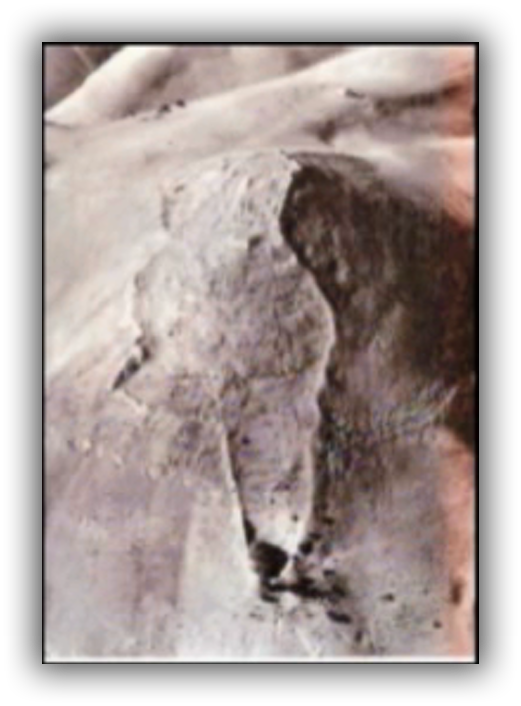

قلعه حسن‌آباد در ۵ کیلومتری سنندج در جنوب روستایی به نام حسن‌آباد واقع شده‌است. گفته می‌شود که این قلعه از آن دوران اشکانیان و ساسانیان می‌باشد و به نام مرکز حکومت غرب ایران کنونی بهره‌گیری می‌شده‌است.نام این منطقه به دلیل حکومت امیرحسن خان اردلان به نام حسن‌آباد شهرت یافته‌است.

## تاریخچه

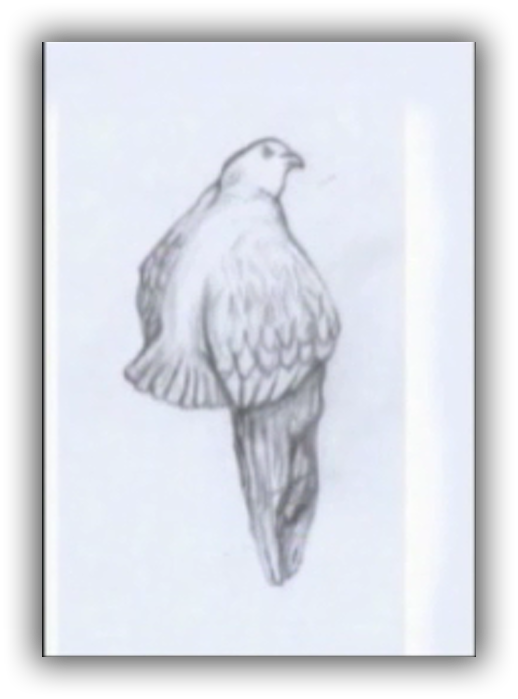

در سال ۷۴۶ هجری قمری «امیر حسن خان اردلان»، بر بلندای کوهی در جنوب روستا، قلعه مستحکمی برای مرکز حکومت خود بنا کرد. در اوایل قرن دهم هجری قمری هلو خان اردلان والی وقت کردستان، آنجا را مقر حکومت قرار داد. احتمالاً آبادی و قلعه حسن‌آباد قبل از تأسیس شهرِ سنه دژ (سنندج) مرکز ولایت کردستان بود و از سال ۱۰۴۶ هجری قمری پس از انهدام قلعه حسن‌آباد، سنندج مرکز ولایت کردستان گردید. آثار و بقایای تأسیسات قلعه حسن‌آباد، هنوز بر جای است.

## طراحی قلعه
قلعه حسن‌آباد از جمله تپه‌های سخت‌گذر و راهبردی منطقه‌است که دارای شیب نسبتاً شدیدی در دامنه کوه‌است. این قلعه از نوع قلعه‌های کوهستانی است که دارای دیوارهای بلند سنگی در شیب کوه و برج‌هایی در امتداد دیوارهاست. دیوار قلعه حدود۱۱۰۰متر است که از ارتفاع ۲۰۰متر شروع و تا ارتفاع ۴۰۰ متر بالا می‌رود، ساختمان‌های اداری و نظامی اصلی داخل قلعه در بلندترین نقطه کوه در ارتفاع ۴۰۰ متر بنا شده‌است که عمدتاً دارای معماری آجری است. از پایین‌ترین قسمت دیواره تا بالای کوه به صورت طبقاتی سکوهایی برای احداث ساختمان ساکنان قلعه در لایه بیرونی تپه ایجاد شده و همچنین قلعه دارای برج و بارو و حصار سنگی است که نوع مصالح آن از جنس سنگ لاشه محل و ملات گل است.
به گفتهٔ باستان شناسان بی گمان در جنگ‌های ایران و روم از این منطقه به نام یکی از بزرگ‌ترین دژها و پایگاه‌های مبارزه برای ایرانیان بوده‌است.
همچنین بعدها در دوران صفویان این منطقه مرکز حکومت حاکم کردستان (اردلان) بوده‌است. درگیری‌هایی میان اردلان و پادشاه صفوی رخ داده که منجر به صلح میان هر دو سو شده‌است. بر پایهٔ این صلح پادشاه صفوی از اردلان خواسته که بخش‌هایی از این قلعه ویران شود.
زمانی پیش در این منطقه یک گورستان گروهی یافت شد که دیرینگی آن حد اقل ۳۰۰۰ سال برآورد شده‌است. همچنین کوزه‌های بزرگ پر از مفرغ و… یافت شد.
قلعه حسن‌آباد به شماره ۱۱۷۵۸ در تاریخ ۲۴ اسفندماه ۱۳۸۳در فهرست آثار ملی به ثبت رسیده‌است؛ و یکی از بهترین و معروف‌ترین جاذبه‌ها گردشگری کردستان است و آثار باستانی بسیاریس در آن کشف شده‌است ویکی از اهالی روستایی که این قلعه در آن قرار دارد هم در آن گنجی پیدا کرده بوده‌است.